# Joseph Gobanz
Joseph Gobanz (auch Josef) (* 1. März 1831 in Eisenkappel Kärnten; † 29. September 1899 in Klagenfurt am Wörthersee) war ein österreichischer Lehrer, Zoologe, Geologe, Geograph und Politiker.

## Leben und Wirken
Gobanz war der Sohn des Schneidermeisters Mathias Gobanz (* 2. Januar 1801; † 21. Juli 1869) und dessen Ehefrau Maria geb. Hofstätter (* 2. September 1796; † 15. Oktober 1870). Er war römisch-katholisch und heiratete am 23. November 1874 Sofie Schitko (* 15. Mai 1854; † 29. März 1939). Aus der Ehe gingen vier Töchter und ein Sohn hervor.
Gobanz besuchte das Gymnasium in Klagenfurt und studierte dann Naturwissenschaften an der Universität Graz (1851–1853), danach in Wien, ab 1860 wieder in Graz. 1856 legte er die Lehramtsprüfung für Naturgeschichte und Geographie an Realschulen ab und arbeitete von 1856 bis 1857 als Assistent an der Lehrkanzel für Geographie an der Wiener Universität. Er wurde 1862 an der Universität Graz zum Dr. phil. promoviert. Ab 1857 war er Supplent und von 1858 bis 1870 Professor an der Oberrealschule in Graz. 1870 bis 1896 hatte er die Stelle des Landesschulinspektors für Volksschulen und Lehrerbildungsanstalten in Klagenfurt inne. 1896 trat er in den Ruhestand.
Gobanz beschäftigte sich unter anderem mit fossilen Mollusken.
Er war ab 1855 Mitglied der Zoologisch-Botanischen Gesellschaft in Wien, ab 1862 Mitglied, ab 1864 Direktionsmitglied des Naturwissenschaftlichen Vereins für Steiermark und ab 1872 Mitglied des Geschichtsvereins für Kärnten.
Gobanz war Mitglied des Grazer Gemeinderates. Vom 20. August 1870 bis zum 10. August 1871 war er Abgeordneter im Kärntner Landtag für den Wahlbezirk STM 3 St. Veit. Im Landtag gehörte er dem Klub Deutschliberale an.

## Auszeichnungen
- Ehrenbürger von St. Veit an der Glan (1870) und Eisenkappel (1896)
- Orden der Eisernen Krone III. Klasse (1891)
- Ernennung zum Hofrat (April 1899)

## Schriften (Auswahl)
- Die fossilen Land- und Süßwassermollusken des Beckens von Rein in Steiermark. In: Sitzungsberichte der Österreichischen Akademie der Wissenschaften, Mathematisch-naturwissenschaftliche Klasse. Band 13, 1854, S. 180–201 (zobodat.at [PDF; 1,7 MB]).
- Zur Coleopteren-Fauna der Steiner-Alpen und des Vellach-Thales. In: Verhandlungen der Zoologisch-Botanische Gesellschaft. Band 5, 1855, S. 733–754 (zobodat.at [PDF; 1,2 MB]).